# Manny Acosta
Manuel Alcides "Manny" Acosta Molina  (* 1. Mai 1981 in Colón, Panama) ist ein panamaischer Baseballspieler in der Major League Baseball. Er wird bei seinem Verein, den New York Mets, als Relief Pitcher eingesetzt.

## Karriere

### Frühe Jahre
Acosta wurde am 6. Januar 1998 von den New York Yankees unter Vertrag genommen. Zu diesem Zeitpunkt hatte er den Status eines Free Agents, da er niemals in einem MLB Draft ausgewählt wurde. Anschließend verbrachte er mehr als fünf Jahre bei den Minor League Teams der Yankees, bevor er im Juli 2003 entlassen wurde.
Am 29. Juli 2003 wurde Acosta dann von den Atlanta Braves unter Vertrag genommen, bei deren Minor League Teams Myrtle Beach Pelicans, Gulf Coast Braves, Danville Braves, Mississippi Braves und den Richmond Braves er anschließend aktiv war.

### Major League
Aufgrund einer Verletzung von Octavio Dotel wurde Acosta 2007 in die Major League berufen. In seinem ersten Einsatz am 12. August 2007 durfte er ein Inning gegen die Philadelphia Phillies pitchen. Sein erster Win gelang ihm am 23. September gegen die Milwaukee Brewers.
Ab der Saison 2008 war Acosta regelmäßig als Relief Pitcher im Kader der Braves. Sein erster Save gelang ihm am 19. April 2008 gegen die Los Angeles Dodgers.
Am 30. April 2010 wechselte Acosta zu den New York Mets, bei denen er in der Saison 2010 41 Mal zum Einsatz kam.

### Nationalmannschaft
Während der World Baseball Classic 2006 pitchte Acosta für die Nationalmannschaft Panamas. Dort erzielte er ein Win-Loss von 0–1 und belegte mit seinem Team Platz 14.